# Agathis transcaucasica
Agathis transcaucasica är en stekelart som beskrevs av Abdinbekova 1970. Agathis transcaucasica ingår i släktet Agathis och familjen bracksteklar. Inga underarter finns listade i Catalogue of Life.